# Andrea Giuliacci
Andrea Giuliacci (Roma, Italia, 19 de marzo de 1971) es un físico, meteorólogo, climatólogo, y animador de televisión italiano.

## Biografía
Obtuvo la licenciatura en Física por la Università degli Studi di Milano con una tesis sobre la influencia del fenómeno ENSO sobre el clima en Italia, y sucesivamente consiguió el doctorado en Ciencias de la Tierra por la Università degli Studi di Napoli Federico II.
Desde 2002 dirige la previsión del tiempo en video, para el informativo de la red Mediaset: en el aire regularmente dentro de los informativos de Studio Aperto, TG4 y de TG5, y también en la transmisión de información del Mattino Cinque, todas las mañanas en el Canal 5.
Ha publicado varios libros sobre meteorología y climatología, todos ellos editados por Alpha Test.
Es coautor de varios artículos académicos destinados en particular al estudio del fenómeno ENSO (El Niño Southern Oscillation) y su influencia en el clima italiano, incluyendo a: On the 60-month cycle of multivariate ENSO index, Theor. Appl. Climatol. (2010), DOI 10.1007/s00704-009-01 59-0; On The Dominance of 28-Month Harmonic in the Equatorial-Stratospheric-Wind Quasi Biennal Oscillation, The Open Atmospheric Science Journal, 2010, 4, 53-56; The El Nino events: their classification and scale-invariance laws, Annals of Geophysics, vol 52, N. 5 de octubre de 2009; Hypothesis on a possible role of El Niño in the occurence of influenza pandemics, Theor. Appl. Climatol. (2010), DOI 10.1007/s00704-010-0375-7.
Desde 2007, es miembro del CBN-E  (Climate Broadcasters Network - Europe), organización que reúne cerca de 50 meteorólogos de diferentes países de la UE y bajo la orientación de la Dirección de Ambiente de la Comisión Europea, ofreciendo a los ciudadanos europeos con una información correcta y completa sobre el cambio climático.

## Algunas publicaciones

### Libros
- paolo Corazzon, Andrea Giuliacci, raffaello Bellofiore. 2009. La meteorologia in mare. Editor	Alpha Test, 279 pp. ISBN 88-483-1151-2 vista parcial en línea

- Andrea Giuliacci. 2009b. Il clima. Come cambia e perché. 2ª edición de Alpha Test, 247 pp. ISBN 88-483-1036-2 vista parcial en línea

- ---------------------. 2009c. Global warming. Gli spilli. Editor Alpha Test, 118 pp. ISBN	8848311504 vista parcial en línea

- mario Giuliacci, paolo Corazzon, Andrea Giuliacci. 2007. Prevedere il tempo con Internet. Editor Alpha Test, 271 pp. ISBN 88-483-0758-2 vista parcial en línea

- Andrea Giuliacci. 2002. I protagonisti del clima. Editor Alpha Test, 216 pp. ISBN 88-483-0340-4

## Presentaciones en televisión
- Studio Aperto Meteo (desde 2002)
- TG4 Meteo (desde 2002)
- Buona Domenica (desde 2003 al 2006)
- TG5 (Dal 2008)
- Mattino Cinque (desde 2009 al 2010)